# Hollersbach im Pinzgau
Hollersbach im Pinzgau – gmina w Austrii, w kraju związkowym Salzburg, w powiecie Zell am See. Liczy 1140 mieszkańców (1 stycznia 2015). W gminie mieści się ośrodek narciarski Panoramabahn Kitzbüheler Alpen GmbH. Przez miasteczko przejeżdża kolej Pinzgauer Lokalbahn.